# Nexhmedin Zajmi
Nexhmedin Zajmi (4 de marzo de 1916 en el pueblo cerca de Trebisht Peshkopi, fallecido el 19 de mayo de 1991 en Tirana) - pintor y escultor albanés.

## Datos biográficos
En 1931 se graduó de la escuela técnica en Tirana (clase de agricultura ). En la escuela descubre su talento artístico, lo que significa que en la escuela se estaba preparando las decoraciones. La siguiente etapa de su educación fue la escuela de arte donde estudió con el renombrado escultor Odhise Paskali. En 1939 se fue a estudiar en la Academia de Bellas Artes de Roma, que completó un diploma en 1943. Durante el próximo año se quedó en Italia, volvió a Albania, a finales de 1944. Inicialmente trabajó como profesor en una escuela pública en Tirana, y poco después se trasladó a la escuela de nueva creación artística de la Misión de Jordania. Trabajó allí hasta 1963, con una pausa en 1955-1956 cuando se desempeñó como director de la Galería Nacional de Arte de Tirana.
En 1963 fue nombrado profesor en la Escuela de Bellas Artes de Tirana. Donde se formó la primera generación de pintores de Albania.
En los años 60 y 70 También aprovechó de los artistas más exitosos del siglo XX. Sus obras se encuentran entre las pocas obras de artistas albaneses que sería ver a la gente de Viena, Zagreb y Sofía. Se especializó en los retratos de los habitantes de las montañas del norte de Albania. También pintó paisajes y escenas de género. En los años 80 debido al deterioro  de la salud la creación artística tuvo que limitarse a un mínimo.
En 1961 recibió el título de Pintor Honorable (Alb. Piktor y Merituar), y en 1989 Pintor del Pueblo (Alb. Piktor y Popullit). En la Galería Nacional de Arte de Tirana en la actualidad hay 72 pinturas realizadas por Zajmiego. Retrospectiva de su obra fue una exposición, abierta en el decimoquinto aniversario de la muerte, en marzo de 2006.